# Ponte Alta do Bom Jesus
Ponte Alta do Bom Jesus es un municipio brasileño del estado del Tocantins. Se localiza a una latitud 12º05'27" sur y a una longitud 46º28'45" oeste, estando a una altitud de 512 metros. Su población estimada en 2004 era de 6 377 habitantes.
Posee un área de 1813,22 km².